# Erwin Koeman
Erwin Koeman (født 20. september 1961 i Zaandam, Holland) er en tidligere hollandsk fodboldspiller (midtbane), og europamester med Hollands landshold fra EM i 1988. Han er storebror til en anden tidligere hollandsk landsholdsprofil, Ronald Koeman.

## Karriere
Koeman spillede i løbet af sin 20 år lange karriere hos FC Groningen og PSV Eindhoven i hjemlandet, samt hos belgiske KV Mechelen. Længst tid tilbragte han hos Groningen, hvor han var tilknyttet af tre omgange, og nåede at spille over 200 ligakampe.
Med PSV vandt Koeman i både 1991 og 1992 det hollandske mesterskab, mens det i tiden hos Mechelen blev til ét belgiske mesterkab, samt en triumf i Pokalvindernes Europa Cup i 1988.
Koeman spillede desuden 31 kampe og scorede to mål for det hollandske landshold, som han debuterede for 27. april 1983 i en venskabskamp mod Sverige. Han var en del af den hollandske trup, der vandt guld ved EM i 1988 i Vesttyskland. Her spillede han fire af hollændernes fem kampe, heriblandt finalesejren over Sovjetunionen. To år senere deltog han også ved VM i 1990 i Italien. Her fik han dog kun spilletid i én af kampene i turneringen, hvor hollænderne blev slået ud i 1/8-finalen.
I store dele af sin landsholdskarriere var Koeman holdkammerat med sin lillebror, Ronald Koeman.

## Trænerkarriere
Efter sit karrierestop blev Koeman træner, og har blandt andet stået i spidsen for sin gamle klub PSV Eindhoven, RKC Waalwijk, Feyenoord og Ungarns landshold. I sommeren 2014 blev han ansat som assisterende manager i den engelske Premier League-klub Southampton, i samme ombæring som lillebror Ronald blev udnævnt til klubbens manager.

## Titler
Æresdivisionen
- 1991 og 1992 med PSV Eindhoven

Belgiske Pro League
- 1989 med KV Mechelen

Belgiske pokalturnering
- 1987 med KV Mechelen

Pokalvindernes Europa Cup
- 1988 med KV Mechelen

UEFA Super Cup
- 1988 med KV Mechelen

EM
- 1988 med Holland.